# Vladimir Tintor

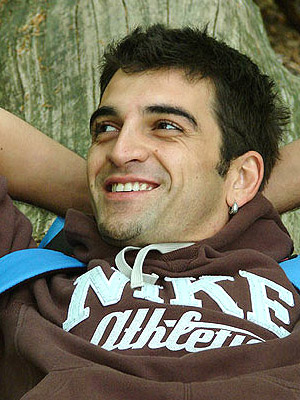
Vladimir Tintor

Vladimir Tintor (* 18. Juli 1978 in Novi Sad, SFR Jugoslawien) ist ein serbischer Schauspieler.

## Leben und Karriere
Vladimir Tintor kam als Sohn des Politikers Stojan Tintor und seiner Ehefrau Ljiljana zur Welt. Er hat außerdem noch einen Bruder, einen Halbbruder, eine Halbschwester und einen Stiefbruder. Tintor wuchs in Novi Sad auf, wo er die Svetozar Markovic-Hochschule besuchte. Seine frühe Begeisterung für das Schauspiel führte ihn an die Akademie für Künste, die er mit großartigem Erfolg beendete. Nach seinem Abschluss spielte Tintor in mehreren Theaterproduktionen in Novi Sad, Belgrad, Zrenjanin und Sombor mit.
Seine erste Filmrollen hatte Vladimir Tintor im Film Žurka, wodurch seine Karriere begann. Einem weiten Publikum wurde Tintor als Franjo Barišić in der Seifenoper Zabranjena ljubav bekannt, in der er von 2006 bis zu, Serienende 2008 mitspielte.
Tintor lebt in Zagreb und ist Mitglied beim NK Osijek.

## Filmografie (Auswahl)

### Fernsehserien
- 2006–2008: Zabranjena ljubav
- 2008: Ponos Ratkajevih
- 2008: Zakon ljubavi
- 2009: Najbolje Godine
- 2010: Mamutica
- 2022–2023: Kumovi

### Spielfilme
- 2004: Žurka
- 2010: Tumor
- 2012: Priprema
- 2023: Domaćinstvo za početnici

## Auszeichnungen
Pula Film Festival
- 2024: Auszeichnung als Bester Nebendarsteller mit der Goldenen Arena (Domaćinstvo za početnici)[1]